# Craniella disigma
Craniella disigma är en svampdjursart som beskrevs av Topsent 1904. Craniella disigma ingår i släktet Craniella och familjen Tetillidae. Inga underarter finns listade i Catalogue of Life.